# Les Loups de Lauzargues
Les Loups de Lauzargues est une série de trois romans de Juliette Benzoni parus de 1985 à 1987 publiée chez Plon, puis en poche aux éditions Pocket.

## Romans
- Jean de la nuit (1985)
- Hortense au point du jour (1985)
- Félicia au soleil couchant (1987)